# Honoré II.
Honoré II. [onoré] (24. prosince 1597 – 10. ledna 1662) byl svrchovaný princ monacký. Jako první používal titul „princ“, ačkoli svou vládu započal s titulem Monacký kníže.

## Život
Byl synem monackého knížete Herkula I. Monackého a Marie Landini. Jeho otec byl zavražděn, když bylo Honorému šest let, a on tak žil v opatrovnictví svého strýce Frederica Landiho I., prince z Val di Taro. Landi byl loajální spojenec a přítel Španělska a roku 1605 umožnil španělským oddílům okupaci země. Obyvatelům Monaka bylo zakázáno nosit zbraně a princ se svými dvěma sestrami byl přemístěn do Milána. Monacká státní rada se snažila omezit moc Španělska, ale okupace trvala až do roku 1614 a silný vliv Španělska přetrval až do roku 1633, kdy jej uznal Honoré, již jako svrchovaný princ. Od počátku své dospělosti monacký princ Španělsko kritzoval a obracel se o podporu na Francii. Ludvík XIII. mu přislíbil podporu, kterou tolik potřeboval, což vyústilo v Péronnskou smlouvu (1641). Tento akt ukončil Španělskou nadvládu a přiznal Monaku nárok na ochranu Francií. Zároveň však byla uznána a garantována svrchovanost Monaka. Následkem toho ztratil Honoré svou pozici ve Španělsku i Itálii, což však vykompenzoval francouzský král Ludvík XIII. udělením titulu vévoda z Valentinois. Během své vlády učinil mnoho pro to, aby rozšířil, obnovil a přestavěl Janovskou pevnost, dnešní Monacký knížecí palác. Roku 1616 se oženil s Ippolitou Trivulzio, roku 1623 se jim narodil jediný syn Ercole Grimaldi. Honoré byl pochován v kostele sv. Mikuláše v Monaku, který stával na místě současné Katedrály Neposkvrněné Matky Boží.
| Předchůdce: Herkules I. | Znak z doby nástupu | pán Monaka 1604–1662 | Znak z doby konce vlády | Nástupce: Ludvík I. |